# Orono (Maine)
Orono ist eine Town im Penobscot County des Bundesstaates Maine in den Vereinigten Staaten. Im Jahr 2020 lebten dort 11.183 Einwohner in 3.792 Haushalten auf einer Fläche von 50,76 km².

## Geografie
Nach dem United States Census Bureau hat Orono eine Gesamtfläche von 50,76 km², von denen 47,11 km² Land sind und 3,65 km² aus Gewässern bestehen.

### Geografische Lage
Orono liegt im Südosten des Penobscot Countys am Penobscot River, der die östliche Grenze der Town bildet und in südlicher Richtung fließt. Auf einer Insel im Fluss liegt der Campus der University of Maine. Im Nordwesten grenzt der Pushaw Lake an. Die Oberfläche ist eben, ohne nennenswerte Erhebungen.

### Nachbargemeinden
Alle Entfernungen sind als Luftlinien zwischen den offiziellen Koordinaten der Orte aus der Volkszählung 2010 angegeben.
- Norden: Old Town, 8,1 km
- Osten: Bradley, 21,4 km
- Südosten: Eddington, 14,5 km
- Süden: Bangor, 7,1 km
- Westen: Glenburn, 11,9 km

### Stadtgliederung
In Orono gibt es mehrere Siedlungsgebiete: Basin Mills, Cunningham Landing, Dufour Landing, Elliot Landing, Gould Landing, Orono, Villa Vaughn und Webster.

### Klima
Die mittlere Durchschnittstemperatur in Orono liegt zwischen −7,8 °C (18 °Fahrenheit) im Januar und 20,0 °C (68 °Fahrenheit) im Juli. Damit ist der Ort gegenüber dem langjährigen Mittel der USA um etwa 9 Grad kühler. Die Schneefälle zwischen Oktober und Mai liegen mit bis zu zweieinhalb Metern mehr als doppelt so hoch wie die mittlere Schneehöhe in den USA; die tägliche Sonnenscheindauer liegt am unteren Rand des Wertespektrums der USA.

## Geschichte

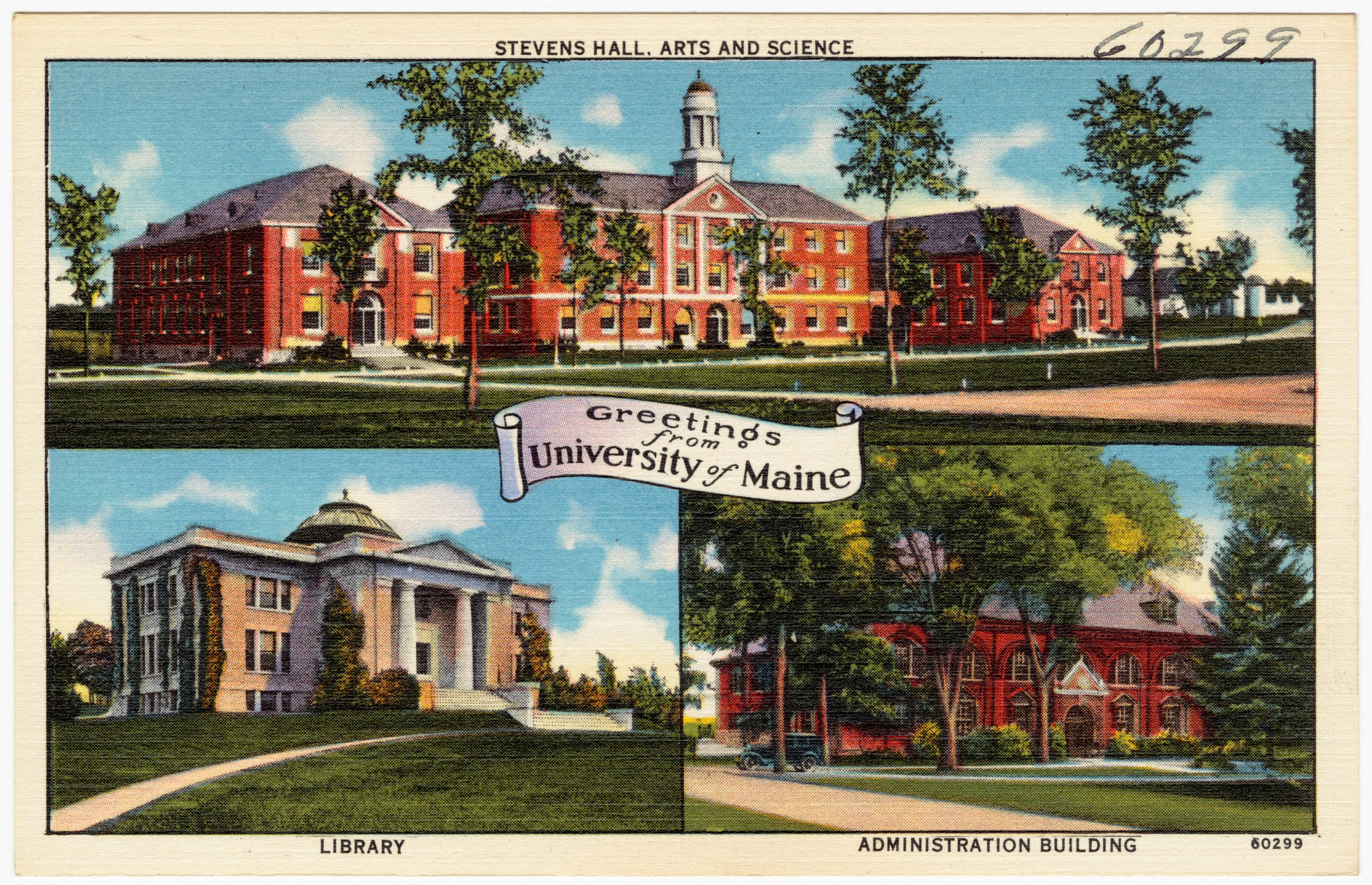
University of Maine (1930)

Orono wurde ab 1774 besiedelt. Erste Siedler waren die aus Massachusetts kommenden Jeremiah Colburn und Joshua Ayers. Zunächst wurde das Gebiet als Plantation unter dem Namen Stillwater organisiert. Der Name Orono geht auf einen Häuptling der Penobscot zurück, die in diesem Gebiet lebten. Als die Town am 12. März 1806 inkorporiert wurde, schloss sie das Gebiet mit ein, welches heute zur City Old Town gehört. Diese wurde im Jahr 1840 eigenständig und trennte sich von Orono.
Die University of Maine hat ihren Campus auf einer Insel im Penobscot River. Zunächst gegründet als State College of Agriculture and Mechanical Arts bot es den ersten Studenten Kurse im Bereich Landwirtschaft, Bauingenieurwesen, Maschinenbau, Chemie, in der Wissenschaft und in Literatur. 1897 nahm sie ihren heutigen Namen an und ist nun bekannt für ihre Lehre in den Bereichen Ernährungswissenschaften, Forstwesen (Holzwissenschaft), Ingenieurwesen, Ozeanografie, Pädagogik und Wirtschaftswissenschaften. Die Zahl der Studenten wuchs von 100 im Jahr 1880 auf heute über 11.0000.

### Einwohnerentwicklung
| Volkszählungsergebnisse – Town of Orono, Maine | Volkszählungsergebnisse – Town of Orono, Maine | Volkszählungsergebnisse – Town of Orono, Maine | Volkszählungsergebnisse – Town of Orono, Maine | Volkszählungsergebnisse – Town of Orono, Maine | Volkszählungsergebnisse – Town of Orono, Maine | Volkszählungsergebnisse – Town of Orono, Maine | Volkszählungsergebnisse – Town of Orono, Maine | Volkszählungsergebnisse – Town of Orono, Maine | Volkszählungsergebnisse – Town of Orono, Maine | Volkszählungsergebnisse – Town of Orono, Maine |
| Jahr                                           | 1800                                           | 1810                                           | 1820                                           | 1830                                           | 1840                                           | 1850                                           | 1860                                           | 1870                                           | 1880                                           | 1890                                           |
| ---------------------------------------------- | ---------------------------------------------- | ---------------------------------------------- | ---------------------------------------------- | ---------------------------------------------- | ---------------------------------------------- | ---------------------------------------------- | ---------------------------------------------- | ---------------------------------------------- | ---------------------------------------------- | ---------------------------------------------- |
| Einwohner                                      |                                                | 351                                            | 415                                            | 1.472                                          | 1.521                                          | 2.785                                          | 2.533                                          | 2.888                                          | 2.245                                          | 2.790                                          |
| Jahr                                           | 1900                                           | 1910                                           | 1920                                           | 1930                                           | 1940                                           | 1950                                           | 1960                                           | 1970                                           | 1980                                           | 1990                                           |
| Einwohner                                      | 3.257                                          | 3.555                                          | 3.133                                          | 3.338                                          | 3.702                                          | 7.504                                          | 8.341                                          | 9.989                                          | 10.578                                         | 10.573                                         |
| Jahr                                           | 2000                                           | 2010                                           | 2020                                           | 2030                                           | 2040                                           | 2050                                           | 2060                                           | 2070                                           | 2080                                           | 2090                                           |
| Einwohner                                      | 9.112                                          | 10.362                                         | 11.183                                         |                                                |                                                |                                                |                                                |                                                |                                                |                                                |

## Kultur und Sehenswürdigkeiten

### Museen
Zur University of Maine gehört das Page Farm & Home Museum in Orono.

### Bauwerke

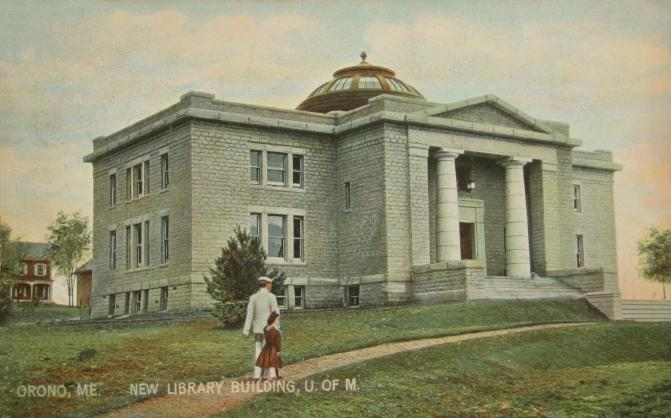
Old Library Building (1910)

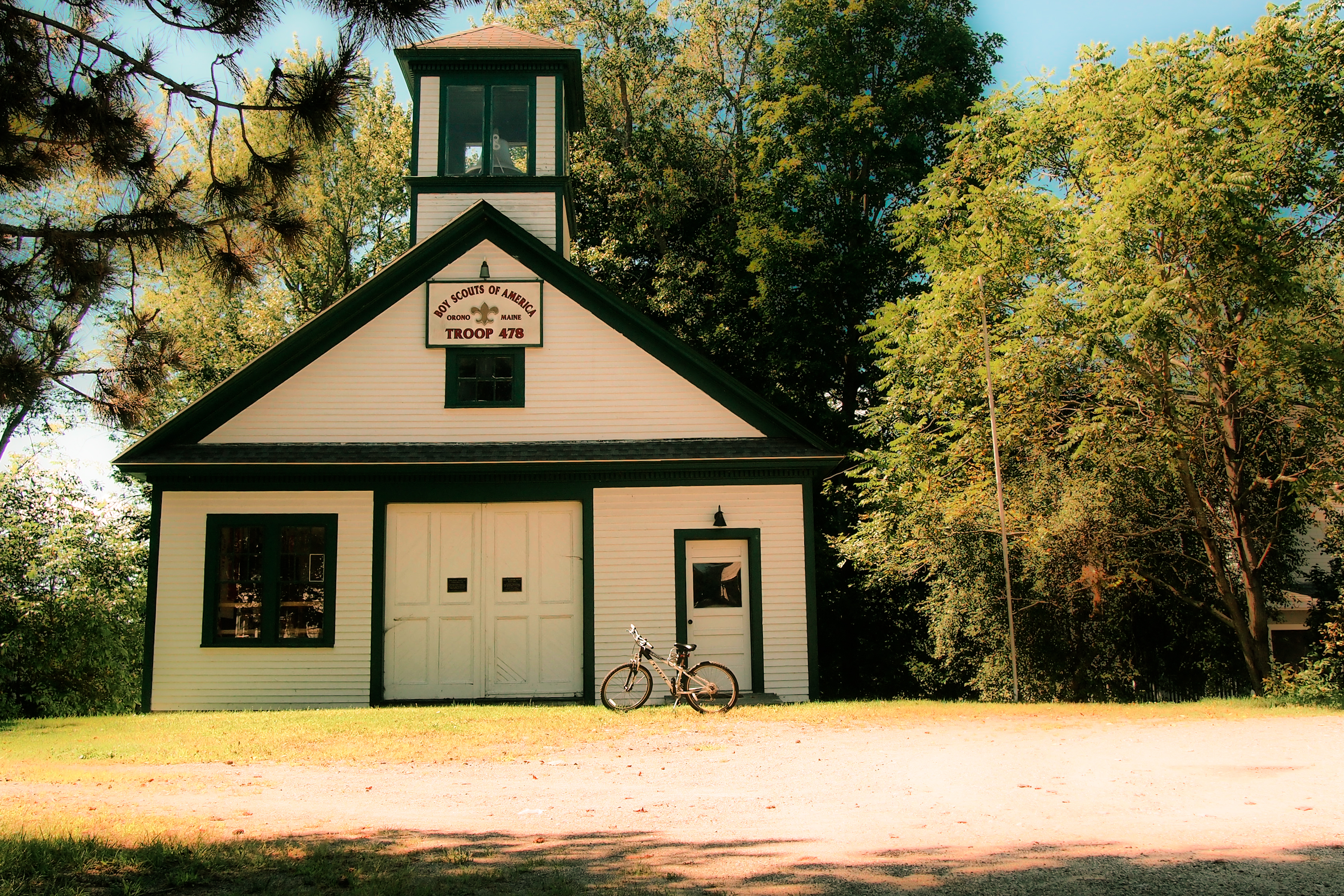
Old Fire Engine House

In Orono wurden sieben Bauwerke und zwei Distrikte unter Denkmalschutz gestellt und ins National Register of Historic Places aufgenommen.
als Distrikt
- Der Orono Main Street Historic District wurde 1977 unter der Register-Nr. 77000082 aufgenommen.
- Der University of Maine at Orono Historic District wurde 1978 unter der Register-Nr. 77000082 aufgenommen.

als Bauwerk
- Das William Colburn House wurde 1973 unter der Register-Nr. 73000134 aufgenommen.
- Der Maine Experiment Station Barn wurde 1990 unter der Register-Nr. 90001468 aufgenommen.
- Das Old Fire Engine House wurde 1985 unter der Register-Nr. 85002181 aufgenommen.
- Das Phi Gamma Delta House wurde 2013 unter der Register-Nr. 13000169 aufgenommen.
- Das Nathaniel Treat House wurde 1973 unter der Register-Nr. 73000143 aufgenommen.
- Das US Post Office-Orono Main wurde 1986 unter der Register-Nr. 86000881 aufgenommen.
- Das Gov. Israel Washburn House wurde 1973 unter der Register-Nr. 73000144 aufgenommen.

## Wirtschaft und Infrastruktur

### Verkehr
Durch Orono führen die Interstate 95 und der U.S. Highway 2. Beide verlaufen in nordsüdlicher Richtung und verbinden Orono mit Portland und Bangor im Süden und der kanadischen Grenze im Norden.

### Öffentliche Einrichtungen
In Orono befinden sich zwei Krankenhäuser.
Zwei Bibliotheken sind in der Town vorhanden. Die Orono Public Library hat ihren Standort in der Pine Street und zur Universität gehört die Raymond H. Fogler Library.

### Bildung
Orono gehört zur Regional School Unit 26. Es gibt drei Schulen in Orono: die Asa Adams Elementary School, die Orono Middle School und die Orono High School.
Die University of Maine hat ihren Campus in Orono. Mit über 11.000 Studenten ist sie die größte Universität in Maine und Orono ist der wichtigste Standort des University of Maine System.

## Persönlichkeiten

### Söhne und Töchter der Stadt
- Wallace Rider Farrington (1871–1933), Territorialgouverneur von Hawaii
- Merritt Lyndon Fernald (1873–1950), Botaniker
- Frances Laughton Mace (1836–1899), Schriftstellerin

### Persönlichkeiten, die vor Ort gewirkt haben
- Constance Hunting (1925–2006), Schriftstellerin
- Danny Kopec (1954–2016), Schachspieler und Informatik-Professor
- Israel Washburn junior (1813–1883), Gouverneur von Maine
- Dorothy Clarke Wilson (1904–2003), Schriftstellerin